# Comuna Lăpușata, Vâlcea
Lăpușata este o comună în județul Vâlcea, Oltenia, România, formată din satele Berești, Broșteni, Mijați, Sărulești (reședința), Scorușu, Șerbănești și Zărnești.

### Toponimie, etimologie
Localitatea Lăpușata apare in documentele medievale sub forma Lăpușani. 
Numele localități Berești provine de la urmașii lui Berea întemeietorul așezării.
Toponimul Broșteni își are are originea atât în termenul „broască”, cât și de la primii oameni stabiliți aproape de cursul Cernii, un loc 
populat cu broaște. 
Denumirea satului Scoruș indică faptul că pe acest loc creșteau tufe de scoruș.
Scoruș  este un arbore din familia rozaceelor, cu frunze compuse, cu flori albe și cu fructe comestibile, brune sau galbene, cu lemnul foarte dens, dur și omogen, folosit în industria mobilelor (Sorbus domestica).
Satele Șărulești  și Șerbănești  au  la origine numele  întemeietorilor: Saru  și Șerban.
La originea toponimul Zărnești este antroponimul „Zârnă” sau „Zărnă” 
ZÂRNĂ, zârne, s. f. Plantă veninoasă cu flori albe, dispuse în mici umbeie, și cu fructe în formă de bobițe negre sau verzi (Solanum nigrum)

## Demografie
Componența etnică a comunei Lăpușata
     Români (93,17%)
     Alte etnii (6,83%)
Componența confesională a comunei Lăpușata
     Ortodocși (92,36%)
     Alte religii (0,7%)
     Necunoscută (6,94%)
Conform recensământului efectuat în 2021, populația comunei Lăpușata se ridică la 1.859 de locuitori, în scădere față de recensământul anterior din 2011, când fuseseră înregistrați 2.154 de locuitori. Majoritatea locuitorilor sunt români (93,17%). Din punct de vedere confesional, majoritatea locuitorilor sunt ortodocși (92,36%), iar pentru 6,94% nu se cunoaște apartenența confesională.

## Personalități născute aici
- Gheorghe Surdu (1917 - 1983), pictor, profesor;
- Alexandru Botez (1919 - 1993), medic anestezist, soțul actriței Tamara Buciuceanu;[necesită citare]
- Nicolae  Mazilu (1927 - 2012), general  de brigadă care a  coordonat segmentul ardelenesc al Transfăgărășanului;[8]
- Nicolae Urdăreanu (n. 1937 - d. 2019), bariton;
- Ion Împușcătoiu (n. 1937), fotbalist și antrenor; antrenor al echipei de fotbal FC Universitatea Craiova;
- Constantin Zărnescu (n. 1949), prozator, dramaturg, stabilit în Cluj, cetățean de onoare al municipiului Râmnicu Vâlcea.

## Politică și administrație
Comuna Lăpușata este administrată de un primar și un consiliu local compus din 11 consilieri. Primarul, Silviu-Gheorghe Iliescu[*], de la Partidul Social Democrat, este în funcție din 1 noiembrie 2024. Începând cu alegerile locale din 2024, consiliul local are următoarea componență pe partide politice:
|  | Partid                          | Consilieri | Componența Consiliului | Componența Consiliului | Componența Consiliului | Componența Consiliului |
|  | ------------------------------- | ---------- | ---------------------- | ---------------------- | ---------------------- | ---------------------- |
|  | Partidul Social Democrat        | 4          |                        |                        |                        |                        |
|  | Partidul Național Liberal       | 3          |                        |                        |                        |                        |
|  | Alianța pentru Unirea Românilor | 2          |                        |                        |                        |                        |
|  | Forța Dreptei                   | 2          |                        |                        |                        |                        |